# Fuse (ensemble)

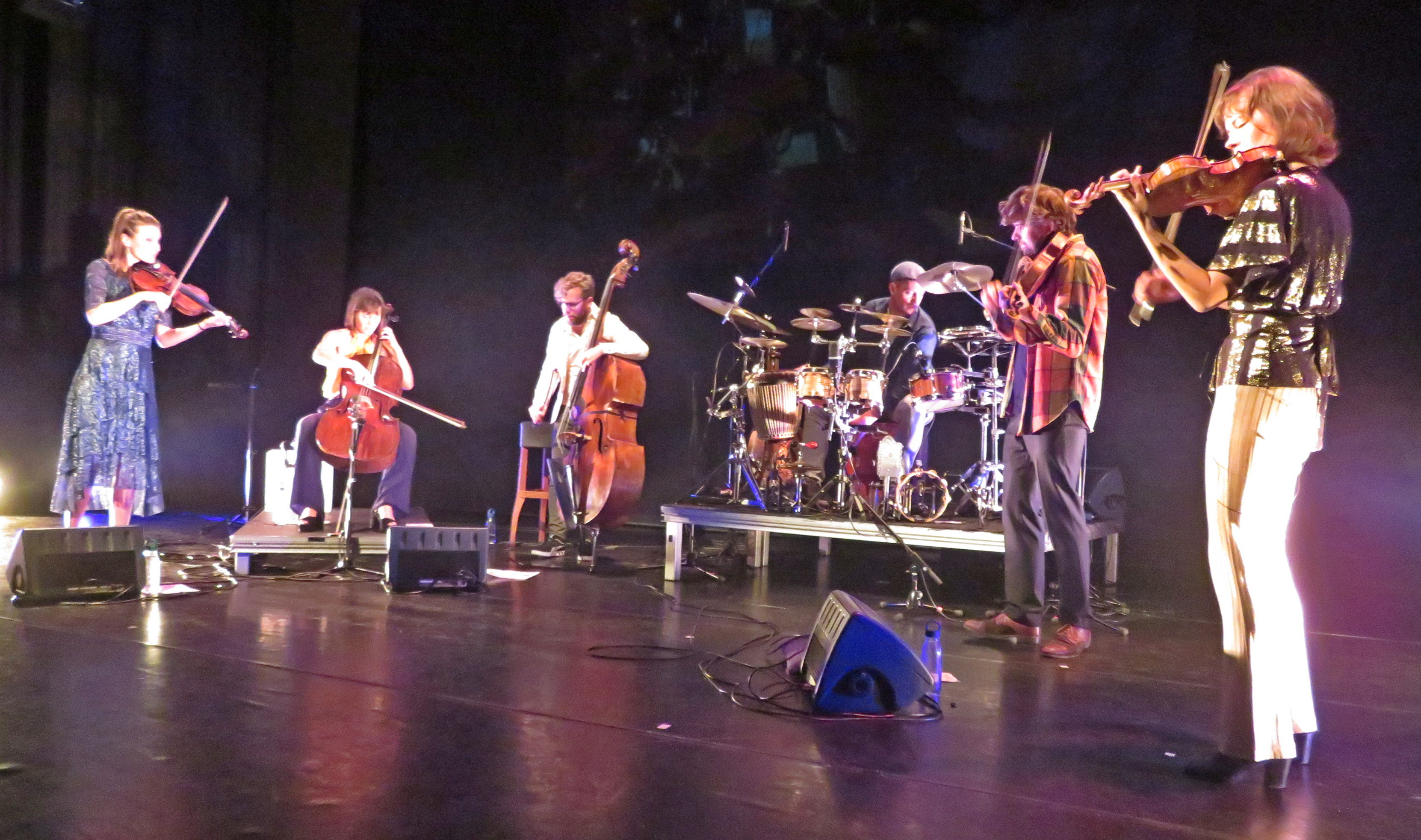
Fuse in concert op 1 oktober 2022 in Cultura in Ede

Fuse is een Nederlands muziekensemble dat zowel klassieke muziek als jazz en andere muziekstijlen ten gehore brengt. Het bestaat uit zes leden: een strijkkwartet, aangevuld met een contrabassist en een percussionist. Het ensemble is vooral bekend geworden als "de verrukkelijke huisband" van het televisieprogramma Podium Witteman, de belichaming van variatie van muziekgenres.
Fuse werd opgericht in 2012 door Julia Philippens (viool), Emma van der Schalie (viool) en Mascha van Nieuwkerk (cello). De drie zaten samen op het conservatorium en speelden samen in clubs in Amsterdam. Adriaan Breunis (altviool), Tobias Nijboer (contrabas) en Daniel van Dalen (percussionist) sloten zich bij hen aan en sindsdien gaven ze honderden optredens.
Van der Schalie en Van Nieuwkerk spelen op een instrument van het Nationaal Muziekinstrumenten Fonds (NMF).
Het ensemble won in 2019 de Edison Publieksprijs.

## Discografie
Fuse heeft twee cd's gemaakt:
- 2016: Fuse Studio (1) (opgenomen in de Fattoria Musica Studio in Osnabrück en in de Wisseloord Studio’s in Hilversum)[3] met daarop:
  - Hammers (5:28) - muziek: Nils Frahm (van het album Spaces, 2013); arrangement: Marijn van Prooijen
  - Matthew's Piano Book 9 (3:51) – muziek van André Previn (1979), Fuse; arr.: Fuse[4]
  - Blue Rondo à la Turk (6:43) – muziek: Dave Brubeck (1959), Rob Horsting; arr.: Rob Horsting
  - Echidna's Arf (Of You) (3:44) – muziek: Frank Zappa, van het album Roxy & Elsewhere (1974); arr.: Thomas Beijer[5]
  - Prelude 10 (Op. 34) (2:53) – muziek: Dmitri Sjostakovitsj (1933); arr.: Fuse
  - Attaboy (4:23) – muziek: Stuart Duncan, Christopher Thile & Edgar Meyer (2011); arr.: Fuse
  - Mikrokosmos 149 (5:27) – muziek: Béla Bartók (de tweede van de Zes dansen in Bulgaars ritme; 1926-1939), Fuse; arr.: Fuse
  - Vector (3:29) – muziek: JacobTV (2017-03-02). Het stuk werd speciaal voor Fuse gecomponeerd.[6]
  - Mister Black (6:12) – muziek: Tom Trapp (2016). Ook dit stuk werd speciaal voor Fuse gecomponeerd.[7]
  - Recitative à la Baroque (3:36) – muziek: Claude Chalhoub (van het album Diwan, 2008)[8]

Deze cd werd genomineerd voor de Edison Klassiek publieksprijs 2017.
- 2018: Fuse Studio 2 met:
  - Capriccio van Simeon ten Holt (1999)
  - Miroirs: Alborada Del Gracioso van Maurice Ravel (1904-5)
  - La Champagne van Michel Petrucciani (van het album Michel plays Petrucciani, 1987)[10]
  - Brandenburgs Concert Nr. 5 (Cadenza) van Johann Sebastian Bach (1721)
  - Stick-to-it-ive-ness van Russell Ferrante, van het Yellowjackets album Club Nocturne (1998)
  - Chromium Picolinate van Edgar Meyer en Béla Fleck, van het album Uncommon Ritual (1997)
  - 'Round Midnight van Thelonious Monk (1944)
  - Le Tombeau de Couperin: Toccata van Ravel (1914-7)
  - El Amor Brujo: Danza Ritual Del Fuego van Manuel de Falla (1923)
  - Siete Canciones Populares Españolas: Nana van de Falla (1914)
  - Musica Ricercata: VII. Cantabile, molto legato van György Ligeti (1951-3)